# Emanuel County
Das Emanuel County ist ein County im Bundesstaat Georgia der Vereinigten Staaten. Der Verwaltungssitz (County Seat) ist Swainsboro, das nach Colonel Stephen Swain benannt wurde.

## Geographie
Das County liegt im mittleren Osten von Georgia, ist im Nordosten etwa 70 km von South Carolina und im Südosten etwa 140 km vom Atlantik entfernt. Es hat eine Fläche von 1788 Quadratkilometern, wovon zwölf Quadratkilometer Wasserfläche sind und grenzt im Uhrzeigersinn an folgende Countys: Burke County, Jenkins County, Bulloch County, Candler County, Toombs County, Treutlen County, Johnson County und Jefferson County.

## Geschichte
Emanuel County wurde am 10. Dezember 1812 gebildet. Benannt wurde es nach David Emanuel, einem Gouverneur von Georgia. Der Sitz der Countyverwaltung, Swainsboro, wurde nach Bildung des County  kurzfristig in Paris umbenannt, danach aber wieder in Swainsboro umgewandelt.

## Demografische Daten
Laut der Volkszählung von 2010 verteilten sich die damaligen 22.598 Einwohner auf 8.430 bewohnte Haushalte, was einen Schnitt von 2,57 Personen pro Haushalt ergibt. Insgesamt bestehen 9.968 Haushalte.
69,2 % der Haushalte waren Familienhaushalte (bestehend aus verheirateten Paaren mit oder ohne Nachkommen bzw. einem Elternteil mit Nachkomme) mit einer durchschnittlichen Größe von 3,10 Personen. In 35,9 % aller Haushalte lebten Kinder unter 18 Jahren sowie in 27,5 % aller Haushalte Personen mit mindestens 65 Jahren.
28,1 % der Bevölkerung waren jünger als 20 Jahre, 25,6 % waren 20 bis 39 Jahre alt, 26,2 % waren 40 bis 59 Jahre alt und 19,9 % waren mindestens 60 Jahre alt. Das mittlere Alter betrug 37 Jahre. 48,8 % der Bevölkerung waren männlich und 51,2 % weiblich.
61,6 % der Bevölkerung bezeichneten sich als Weiße, 33,5 % als Afroamerikaner, 0,3 % als Indianer und 0,7 % als Asian Americans. 3,0 % gaben die Angehörigkeit zu einer anderen Ethnie und 0,9 % zu mehreren Ethnien an. XXX % der Bevölkerung bestand aus Hispanics oder Latinos.
Das durchschnittliche Jahreseinkommen pro Haushalt lag bei 33.142 USD, dabei lebten 30,8 % der Bevölkerung unter der Armutsgrenze.

## Kultur und Sehenswürdigkeiten

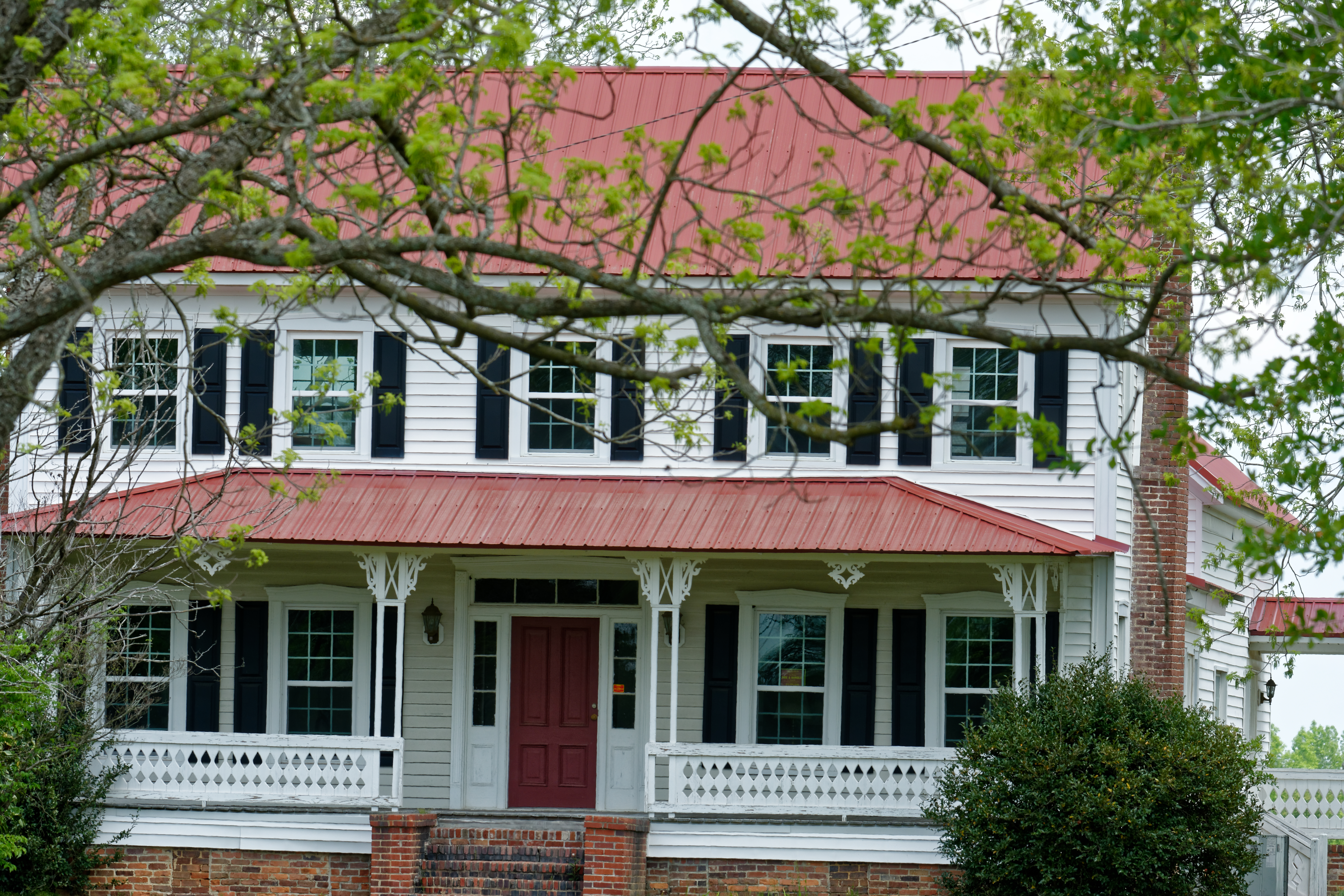
Josiah Davis House (2017). Dieses Herrenhaus einer Plantage entstand 1869. Neben dem Hauptgebäude zählen fünf Wirtschaftsgebäude als Contributing Properties („beitragendes Eigentum“). Im Oktober 1982 wurde das Bauwerk als erstes Objekt im Emanuel County in das NRHP aufgenommen.

Neun Bauwerke und „historische Bezirke“ (Historic Districts) im Emanuel County sind im National Register of Historic Places („Nationales Verzeichnis historischer Orte“; NRHP) eingetragen (Stand 11. Dezember 2023), darunter eine Kirche und ein Kraftwerk.

## Orte im Emanuel County
Orte im Emanuel County mit Einwohnerzahlen der Volkszählung von 2010:
Cities:
- Adrian – 664 Einwohner
- Garfield – 201 Einwohner
- Nunez – 147 Einwohner
- Oak Park – 484 Einwohner
- Stillmore – 532 Einwohner
- Summertown – 160 Einwohner
- Swainsboro (County Seat) – 7277 Einwohner
- Twin City – 1742 Einwohner

Census-designated places:
- Canoochee – 71 Einwohner
- Norristown – 59 Einwohner